# Cehu Silvaniei

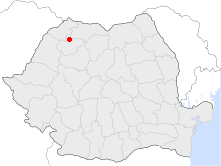
Cehu Silvanieis läge i Rumänien.

Cehu Silvaniei är en stad i județet Sălaj i nordvästra Rumänien. Befolkningen uppgick till 7 214 invånare (2011).
Här finns bland annat en judisk begravningsplats.